# Città-prefettura

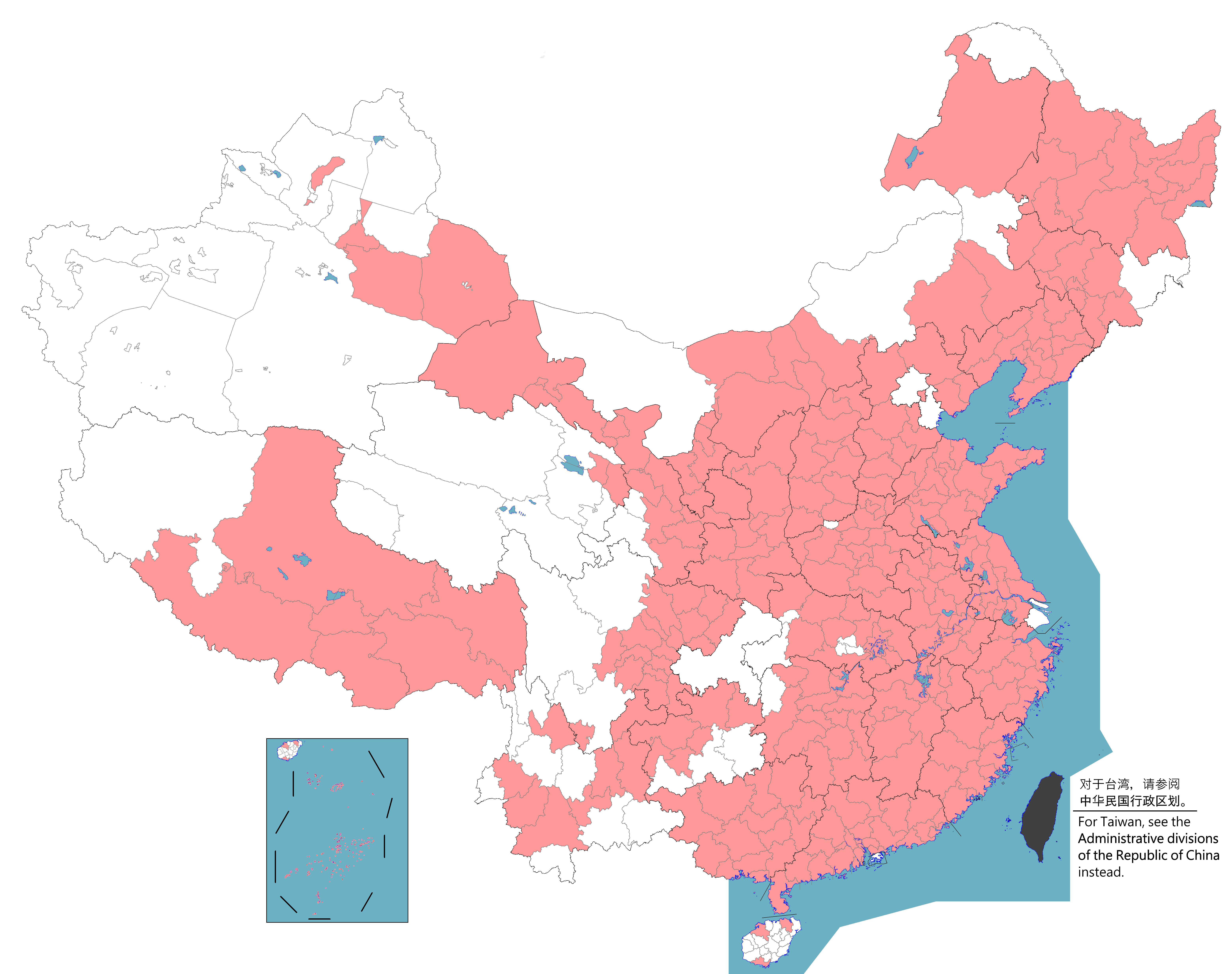
Città-prefettura cinesi

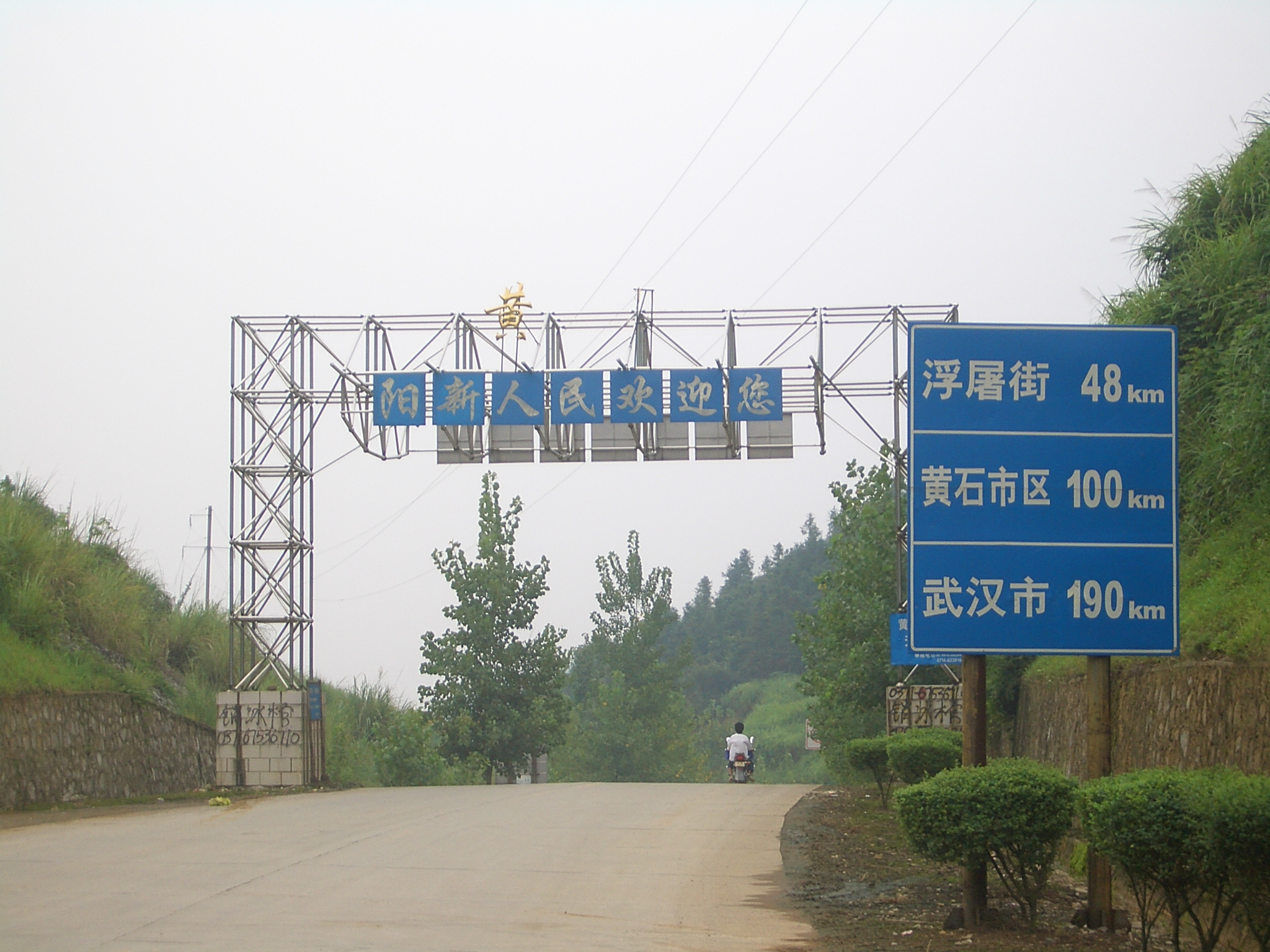
Un cartello stradale mostra la distanza dalla "area urbana di Huangshi" (黄石市区) piuttosto che semplicemente "Huangshi" (黄石). Questa è una distinzione utile, perché il cartello si trova già all'interno della città-prefettura di Huangshi (immediatamente dopo l'ingresso nella Contea di Yangxin dalla vicina Xianning), ma dista ancora 100 chilometri dalla zona urbana principale di Huangshi

La città-prefettura (地級市T, 地级市S, dìjíshìP) è una suddivisione amministrativa della Repubblica Popolare Cinese. Si colloca al livello immediatamente inferiore alla provincia o alla regione autonoma: è la suddivisione più frequente e se ne contano 283. Le città-prefettura corrispondono più spesso a un centro urbano circondato da zone rurali. Numerose province contengono solo città-prefettura.
Il livello di ripartizione successivo corrisponde alle contee, chiamate bandiere nella Mongolia Interna.
Ci sono 15 città-prefettura che dispongono di una maggiore autonomia nei confronti della provincia, anche se inferiore a quella delle municipalità: sono le città sub-provinciali.